# Aethriscus
Aethriscus Pocock, 1902 è un genere di ragni appartenente alla famiglia Araneidae.

## Distribuzione
Le due specie oggi note di questo genere sono state reperite nella Repubblica Democratica del Congo.

## Tassonomia
Dal 1930 non sono stati esaminati esemplari di questo genere.
A marzo 2014, si compone di due specie:
- Aethriscus olivaceus (Pocock, 1902)[2] - Repubblica Democratica del Congo
- Aethriscus pani (Lessert, 1930) - Repubblica Democratica del Congo